# 咕咾小姐
《咕咾小姐》（英語：Ms. GoodLone），2017年台灣偶像劇，由海裕芬、林可彤、戴祖雄、郭彥甫、應采靈領銜主演，本片獲得中華民國文化部105年度行動寬頻影音節目製作補助案第二梯次獲補助戲劇類122萬元，於2017年6月14日播出。

## 播出時間

### 網路
| 頻道     | 所在地 | 首播日期      | 播放時間           |
| -------- | ------ | ------------- | ------------------ |
| CHOCO TV | 臺灣   | 2017年6月14日 | 每週三、週四21：00 |

## 故事大綱
〈咕咾小姐〉取材來自咕咾肉，比喻體嚐過人生酸甜苦辣、不願屈就人生，依舊散發自信魅力的熟女，更有「孤（咕）單終老（咾）」的諧音之意。

## 演員列表

### 主要演員
| 演員   | 角色   | 介紹                                                   | 登場集數 |
| 海裕芬 | 邵嘉芬 | 擁有極佳廚藝的熟女，卻恐「孤老終身」。                 | 全劇     |
| 林可彤 | 謝安琪 | 38歲，嘉芬的室友，玩世不恭的健身教練，患有一型糖尿病。 | 全劇     |
| 郭彥甫 | David  | 農作供應商，有著一段不快樂的婚姻，嘉芬的曖昧對象。     | 全劇     |
| 戴祖雄 | 阿魯   | 24歲，健身教練，安琪的同事，喜歡安琪。                 | 全劇     |

### 其他演員
| 演員   | 角色 | 介紹                     | 登場集數 |
| 應采靈 |      | 嘉芬的母親，極有掌控慾。 | 全劇     |
| 劉明勳 |      | 算命師                   | 1        |
| 吳冠駿 |      | 健身房同事               | 1-2      |
| 洪梓豪 |      | 年輕小農                 | 3        |
| 鄭永岳 |      | 運動男，安琪的調情對象。 | 2        |
| 葉俊民 |      | 醫師                     | 3        |
| 溫鳳秋 |      | 清潔阿姨                 | 3        |

## 歌曲
| 曲別   | 歌名           | 演唱者 | 作詞 | 作曲   |
| 片頭曲 | 該我愛了嗎     | 海芬   | 海芬 | 陳瑋儒 |
| 片尾曲 | 一首不想你的歌 | 海芬   | 海芬 | 陳瑋儒 |